# Benedictijnse abdij van Tyniec
De Benedictijnse abdij van Tyniec (Pools: Opactwo Benedyktynów w Tyńcu) is een benedictijnse abdij gebouwd op een rots van kalksteen bij Tyniec. Het complex wordt gezien als een van de oudste abdijen van Polen en was eeuwenlang het belangrijkste centrum voor theologische studies in het land. Het bouwwerk is een beschermd architectonisch monument.

## Geschiedenis

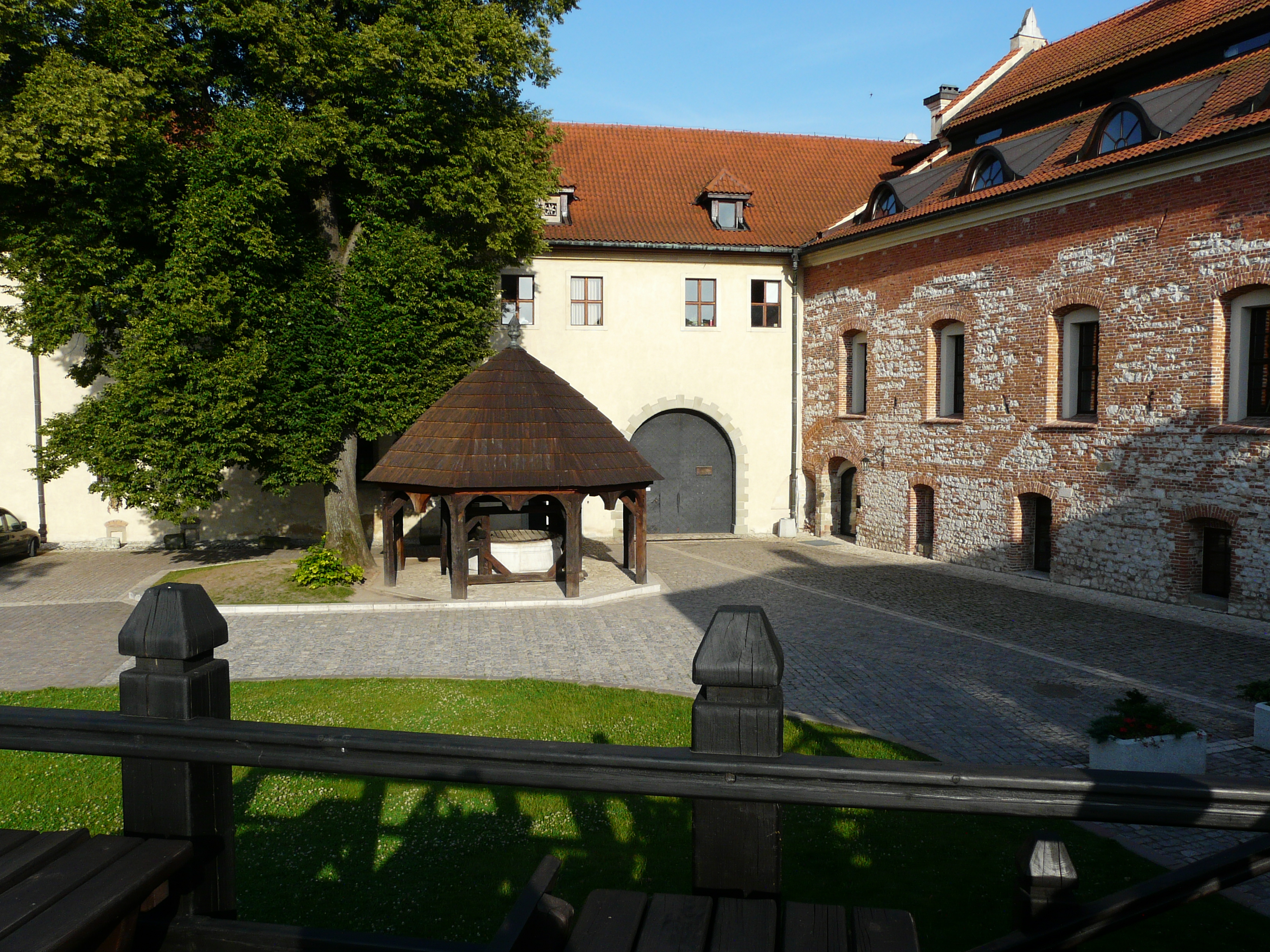
De binnenplaats met waterput

### 11e - 13e eeuw

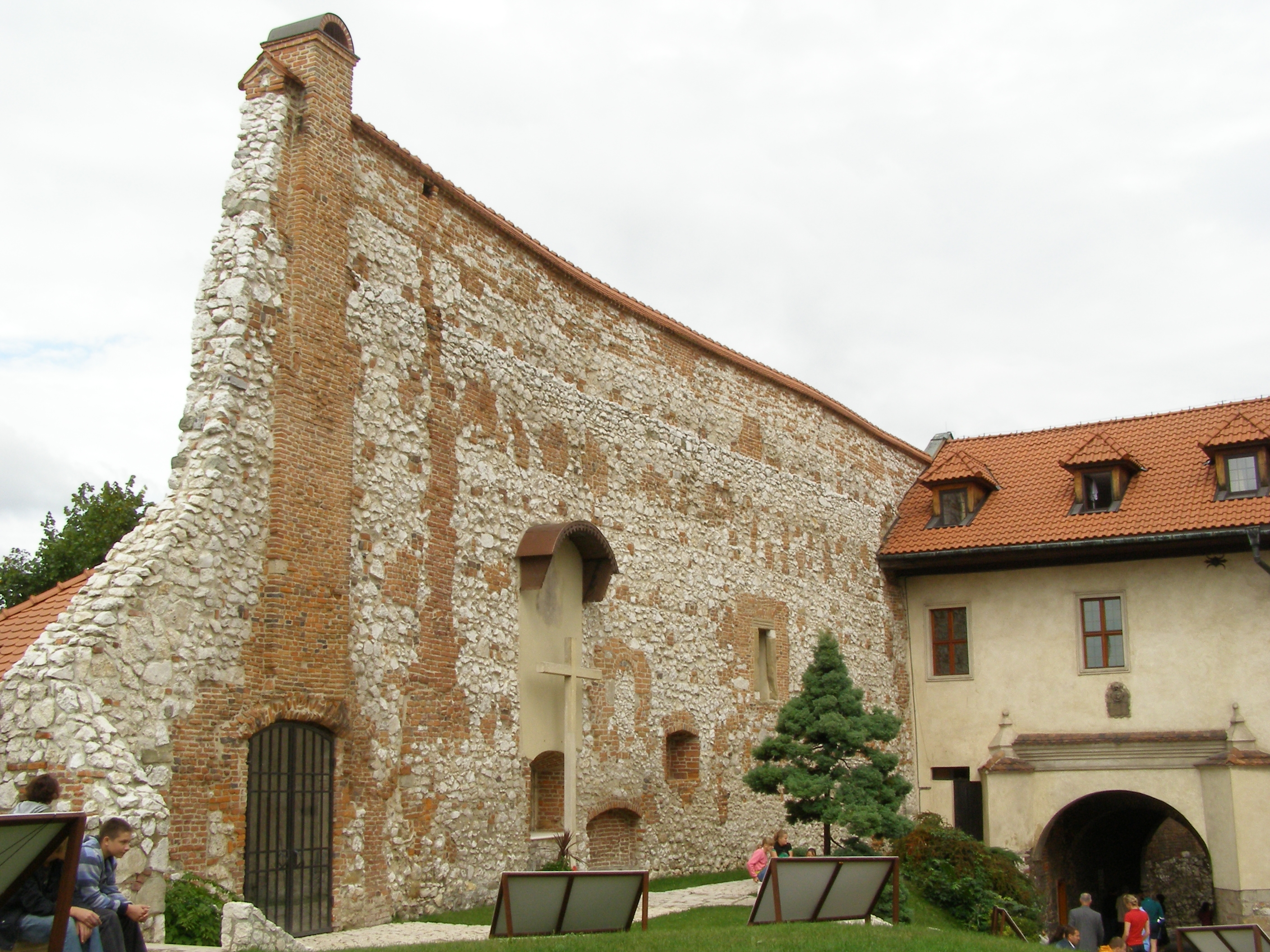
Muurrestant

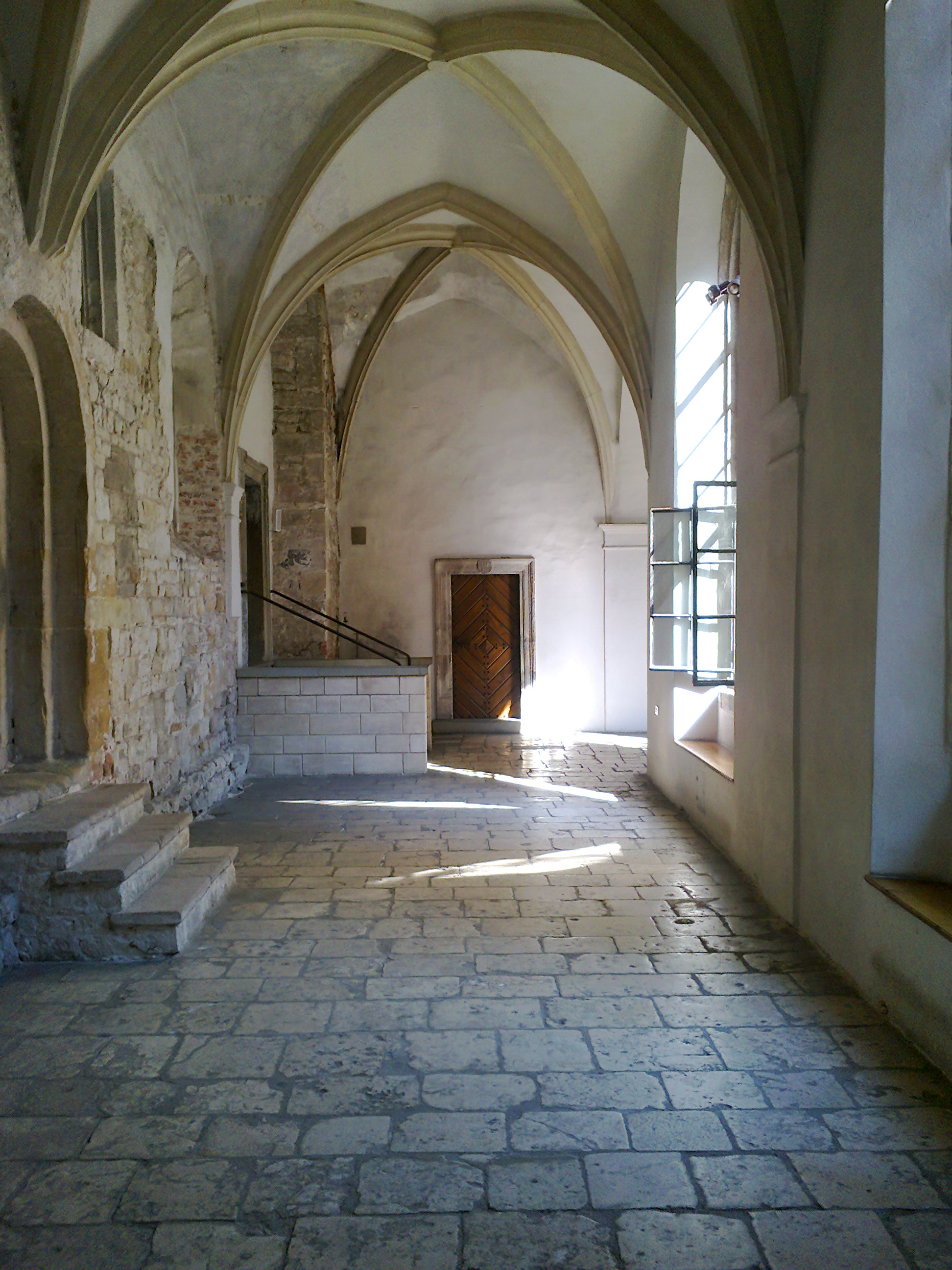
De kloostergang

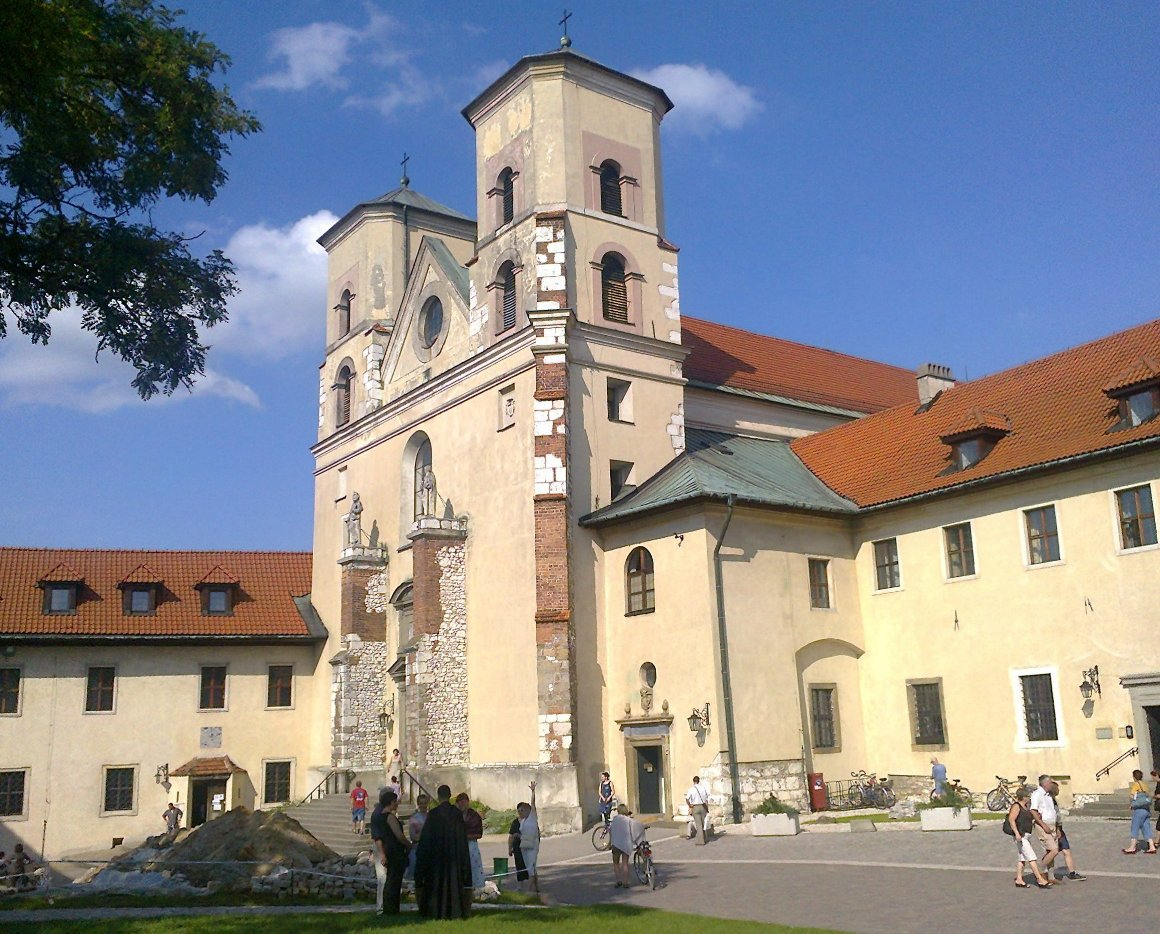
De Sint-Pieter en Pauluskerk

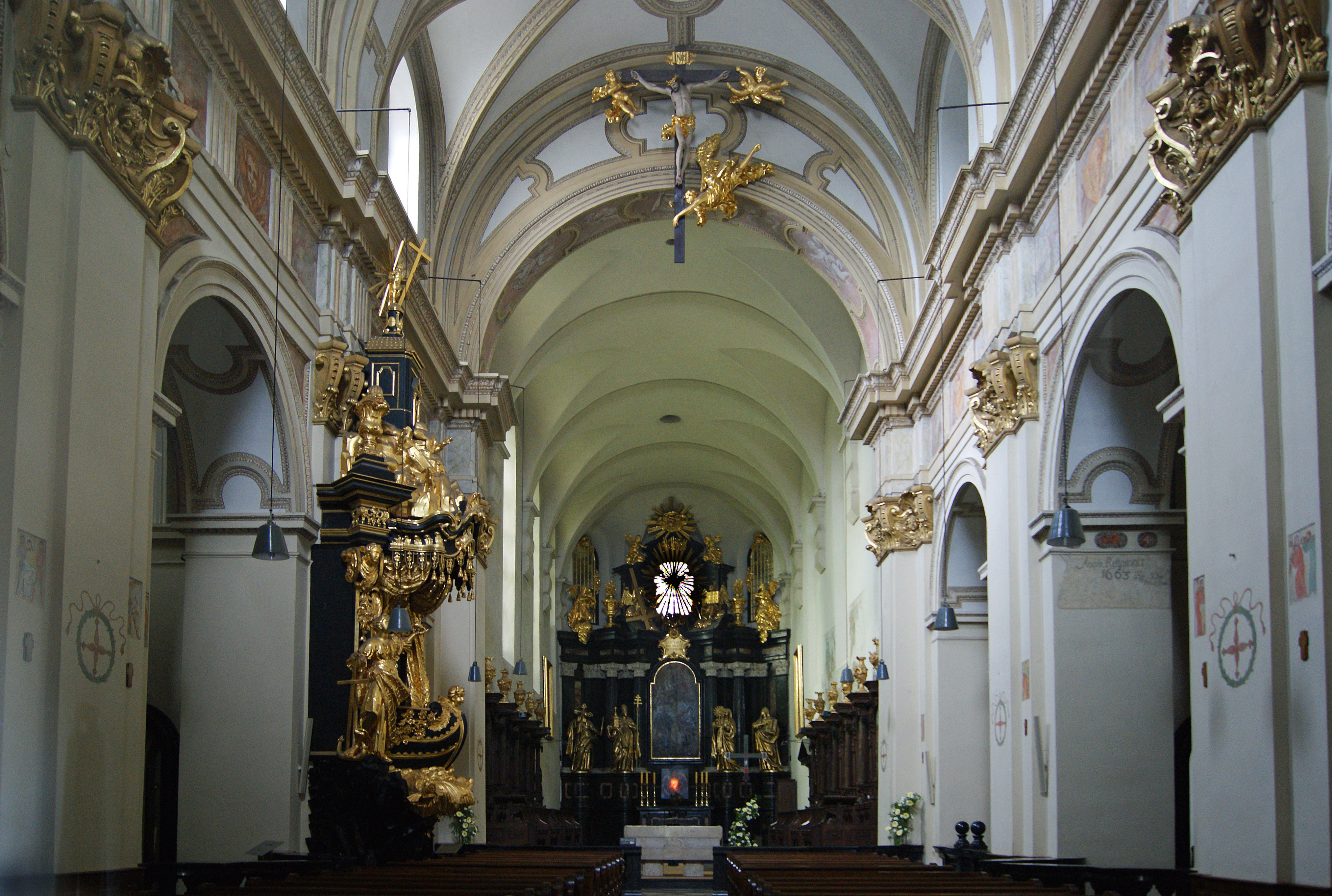
Het interieur van de abdijkerk

De abdij is in 1044 door Casimir I van Polen gesticht. Aaron van Krakau, de latere bisschop van Krakau, werd benoemd als de abt van de abdij. In de tweede helft van de 11e eeuw werd een romaanse complex gebouwd bestaand uit abdijgebouwen en een basiliek met een drievoudig schip. De abdij bevond zich op de toenmalige grens van Krakau en had een belangrijke strategische rol, zowel defensief als economisch. Het is bekend dat Tyniec banden onderhield met de Abdij van Cluny, wat opmerkelijk is aangezien er in de vroegmiddeleeuwse geschiedenis van Polen bijna geen contact werd onderhouden tussen Poolse abdijen en het buitenland. Dit gegeven en politieke druk zorgde ervoor dat de abten van Tyniec uit verschillende Europese landen afkomstig waren.
In de eerste helft van de 13e eeuw werd de abdij ommuurd en in 1259 tijdens de tweede Mongoolse invasie van Polen geplunderd en verwoest. De abdij is in de tweede helft van de 13e eeuw versterkt met een kasteel.

### 14e - 15e eeuw
De monniken steunden in 1306 de kroning van Wladislaus de Korte, waarop de zwager van de bisschop Jan Muskata, de Přemysliden-gezinde Gerlach de Culpen, het complex belegerde, plunderde en verwoeste. Aan het begin van de 14e eeuw is de abdij uitgebreid met een kruisgewelfde kapittelzaal en in de 15e eeuw met een gotische kloostergang. De Poolse koning Casimir IV van Polen kocht in 1457 de hertogdom Oświęcim en Zachor, waardoor de abdij haar functie als grenspost verloor. In 1463 werd de nieuwe gotische kerk ingewijd. De abdij was rond deze tijd een van de rijkste kloosters van Polen en bezat maar liefst 100 dorpen en vijf steden.

### 16e - 18e eeuw
In de 16e eeuw werd het kasteel eigendom van de abdij en omgebouwd tot zetel van de abbot. De benedictijnen herbouwde tussen 1618–1622 de kerk in een barokstijl. Het gebedshuis werd op 8 mei 1622 ingewijd. Ook de abdij was onderheven aan verbouwingen.
De abdij is in het midden van de 17e eeuw door oorlogsgeweld verwoest, in de barokstijl herbouwd en uitgebreid met een bibliotheek. In de 18e eeuw is de abdij versterkt met verdedigingsmuren en torens aan de voet van de rots. Deze verdedigingswerken zijn later gemoderniseerd met bastions. In 1737 verleende het Concordaat van Wschowa de Poolse koning het recht om de abt voor Tyniec te benoemen. De abdij werd tussen 1771–1772, tijdens de Confederatie van Bar, opnieuw verwoest. De herstelwerkzaamheden vonden onder leiding van abt Florian Janowski plaats. Het 18e-eeuwse zwart marmeren altaar in de abdijkerk is door Francesco Placidi ontworpen.
Stanislaw Szczygielski (1616-1687) publiceerde de Tyniec monografie en schreef ook over de geschiedenis van de benedictijnen. Zijn werk wordt gezien als essentieel in de geschiedschrijving over de abdij.

### 19e - 21e eeuw
In 1816 sloten de Oostenrijkers de abdij, waarna het bisdom Tyniec is opgericht. In 1831 werd de abij beschadigd door een blikseminslag. Alleen de kerk werd gerenoveerd. In de 19e eeuw is de abdij grotendeels verwaarloosd en veel kunstwerken zijn in die eeuw verloren gegaan. Hier kwam een eind aan toen kardinaal Jan Puzyna de Kosielsko aan het einde van de eeuw het complex liet renoveren.
Onder leiding van de Belgische benedictijn Karol van Oost keerde de orde op 30 juli 1939 terug in de abdij, die tussen 1947 en 1968 is hersteld.  In 1966 heeft de abdij ter viering van het 'millennium bekering van Polen tot het Christendom' (966-1966) de Poolse vertaling van de bijbel gesponsord: De millennium-bijbel. Op 8 mei 1991 werd een uitgeverij in de abdij opgericht.
De abdij is in de 21e eeuw opnieuw gerenoveerd. Paus Johannes Paulus II bracht op 19 augustus 2002 een bezoek aan het complex. Tegenwoordig staat hier een museum, gasthuis, restaurant, café en een abdijwinkel.

## De waterput van Tyniec
De waterput op de binnenplaats van de abdij is 40 meter diep en speelt een rol in een legende over de ridders Jasko en Staszko ten tijde van de heerschappij van Casimir III van Polen. Deze legende luidt dat Jasko in een opwelling zijn vriend Staszko doodde, waarna de geest van Staszko in deze put verschenen zou zijn.

## Abten
- Aaron van Krakau (1044-1046)
- Heilige Iwo (14e eeuw)
- Maciej van Skawina (ca. 1463)
- Florian Amand Janowski (1762-1785)
- Adam Kozłowski (1993-2001)
- Bernard Sawicki (rond 2006)